# Otto Landsberg
Otto Landsberg, född 4 december 1869 i Rybnik, död 9 december 1957 i Baarn, Nederländerna, var en tysk socialdemokratisk politiker.
Landsberg blev 1895 praktiserande advokat i Magdeburg och 1912 ledamot av tyska riksdagen. Han blev efter revolutionen 1918 folkkommissarie och i februari 1919 riksjustitieminister, tillhörde samma år den tyska fredsunderhandlingsdelegationen i Paris och avgick juni samma år ur ministären med Philipp Scheidemann. Landsberg var 1919-20 ledamot av tyska nationalförsamlingen. Han blev i januari 1920 tyskt sändebud i Bryssel och hemkallades i januari 1923 efter den fransk-belgiska Ruhrockupationen. Han tillhörde socialdemokraternas högerfalang.